# Extremo lógico
Um extremo lógico é um dispositivo retórico útil, embora muitas vezes considerado falacioso, para a contestação de proposições. Muito simplesmente, um extremo lógico é a declaração pertinente de uma posição extrema ou mesmo absurda, contudo consistente com a proposição em questão. Assim, na medida em que a posição logicamente extrema é relevante e insustentável, conseguiu-se pôr em causa a proposição, pelo menos na sua forma declarada.
The worst effect of Clausewitz's views came through his metaphysical exposition of the idea of 'absolute' warfare. By taking the logical extreme as the theoretical ideal, he conveyed the impression, to superficial readers, that the road to success was through the unlimited application of force. [...] Moreover, Clausewitz contributed to the subsequent decay of generalship when in an oft-quoted passage he wrote--'Philanthropists may easily imagine that there is a skilful method of disarming and overcoming the enemy without great bloodshed, and that this is the proper tendency of the Art of War....It is an error which must be extirpated.' [...] Unfortunately Clausewitz's corrective arguments would henceforth be cited by countless blunderers to excuse, and even to justify, their futile squandering of life in bull-headed assaults.Original (em inglês): The New Cambridge Modern History— J.P.T. Bury (em inglês)